# Jan Nevole

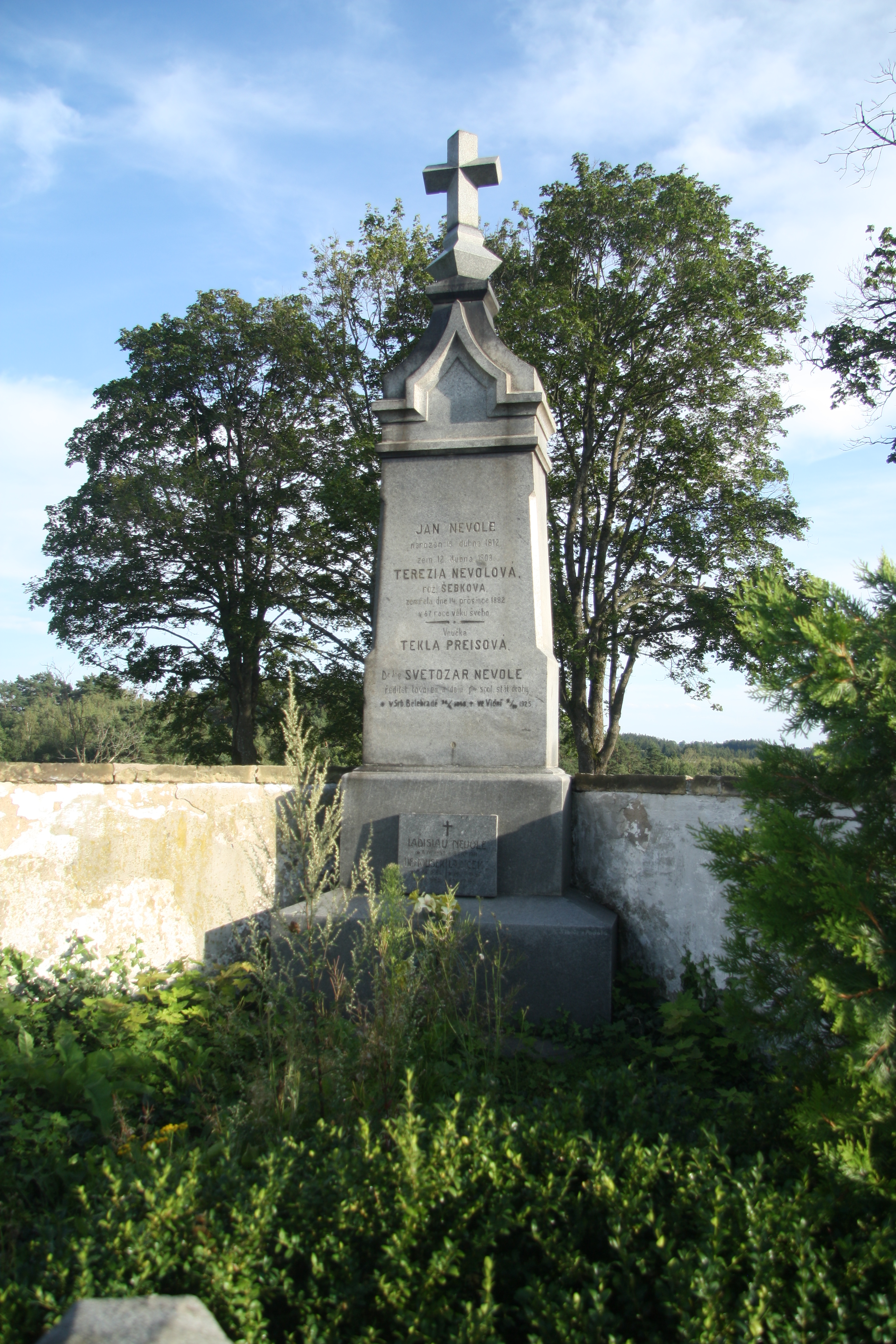
Hrob rodiny Nevolovy na hřbitově v Trhové Kamenici, okr. Chrudim.

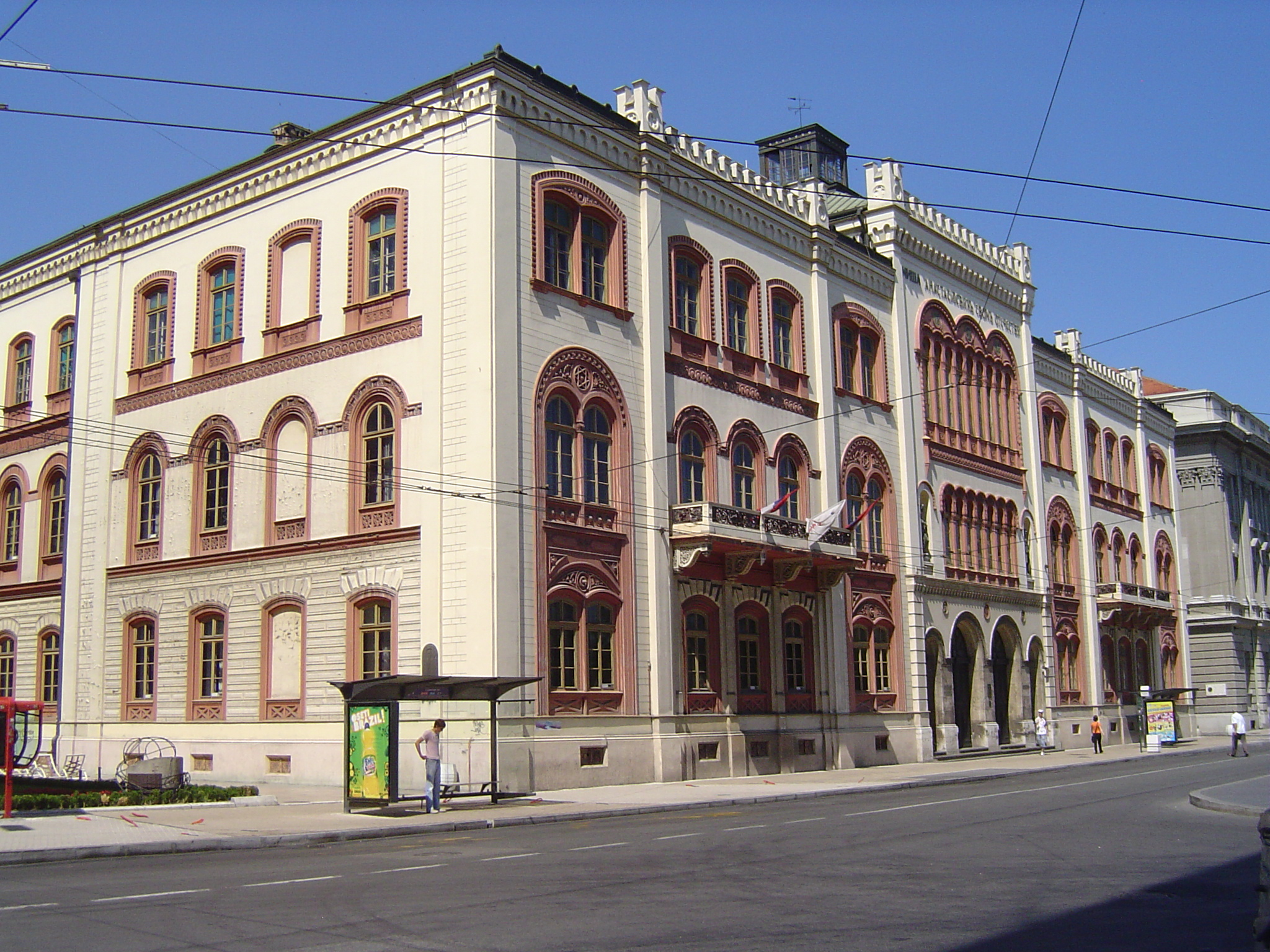
Budova Kapitána Miši (Капетан Мишино здање) v Bělehradě, postavená r. 1863 podle projektu J. Nevole

Jan Nevole (15. dubna 1812, Víska u Chotěboře – 12. dubna 1903, Svobodné Hamry) byl český architekt, činný v Praze a Bělehradě. Po roce 1863 své podnikání ukončil a stal se statkářem ve Svobodných Hamrech u Hlinska. Byl oceňovaný pro vlastenecké aktivity a podporu české kultury.

## Život
Narodil se 15. dubna 1812 ve „Výsce“ na Čáslavsku (dnes Víska u Havlíčkova Brodu). Chodil do národní školy v Jihlavě, pak na roční přípravku v Pardubicích a nakonec na technickou školu v Praze, kterou absolvoval r. 1830.
V Praze byl nejprve čtyři roky zaměstnán u stavebního ředitelství, poté přijal místo soukromého vychovatele u stavitele Hoška a pomáhal mu s projektováním Svatováclavských lázní. Krátce pracoval i u stavitele Stamanna, který mu roku 1839 zajistil studium na vídeňské stavební akademii. Po jejím absolvování se vrátil, podílel se na stavbě pražského státního nádraží a budoval Helmingrovu vilu umístěnou u tehdejší Žitné brány.
Roku 1845 se přestěhoval do Bělehradu. Ze staveb, které tam vybudoval, je známý např. Dům Kapitána Miši (Капетан Мишино здање), soukromý palác bohatého srbského obchodníka a mecenáše Miši Anastasijeviće dokončený r. 1863. Ve své době to byl největší a nejkrásnější palác v Srbsku.
Roku 1862 zemřel vídeňský architekt František Šebek, bratr Nevolovy manželky a majitel velkostatku ve Svobodných Hamrech. Nevolovi, kteří tento statek zdědili, se tam následujícího roku přestěhovali a do konce života na něm hospodařili. (Patřil jim také statek Dřevíkov.)
Po celý život byl Nevole činný ve vlasteneckých kruzích. V Praze se scházel s dalšími obrozenci a podporoval vznikající českou literaturu; Josef Kajetán Tyl mu věnoval novelu Rozina Ruthardova. V Bělehradě byl jeho dům střediskem místní české komunity. Spřátelil se tam s generálem Zachem, který pak, po svém penzionování z důvodu invalidity, několik let žil u v Čechách u Nevolových. Úctu spoluobčanů si svými vlasteneckými činy získal i na Kamenicku, v okolí svého posledního působiště.
Zemřel 12. dubna 1903 ve Svobodných Hamrech.

## Příbuzenstvo
Z Nevolových příbuzných se proslavili:
- švagr (bratr manželky) František Šebek (1814-1862),[3] architekt a politik činný hlavně ve Vídni[8]
- syn PhDr. Milan Nevole (1846-1907), chemik, cukrovarský odborník, podnikatel a odborný spisovatel[9]
- zeť Karel Preis (1846-1916), manžel dcery Anny, profesor chemie[6][10]